# Joe Lieberman
 Der er for få eller ingen kildehenvisninger i denne artikel, hvilket er et problem. Du kan hjælpe ved at angive troværdige kilder til de påstande, som fremføres i artiklen.

Joseph Isadore Lieberman (født 24. februar 1942 i Stamford, Connecticut, USA, død 27. marts 2024 i New York City) var en amerikansk politiker uden for parti. Tidligere medlem af Det Demokratiske Parti. Senator for Connecticut fra 1989. Valgt af Al Gore som Demokraternes vicepræsidentkandidat i 2000. Forsøgte selv at blive præsidentkandidat i 2004.
Uddannet jurist fra Yale University i 1967. Valgt til delstatssenatet i Connecticut i 1970. Justitsminister i Connecticut fra 1982-1988. 
Valgt til Senatet i 1988, da han slog den siddende Republikanske senator Lowell Weicker i hvad der regnes for en af de største overraskelser i det valgår. Lieberman blev siden genvalgt med store margener i 1994 og 2000. I Senatet regnedes Lieberman for at være en af de mere midtsøgende Demokrater, og han var en stærk tilhænger af George W. Bushs aktivistiske udenrigspolitik og den bebudede krig mod terror. 
Liebermans støtte til Bush fik venstreorienterede Demokrater til i 2006, at forsøge at finde en modkandidat, der ville stille op mod Lieberman, men forskellige meningsmålinger viste alle at Lieberman i hjemstaten havde stærk opbakning fra både demokratiske og republikanske vælgere.
Lieberman var en af de stærkeste kritikere af præsident Bill Clintons seksuelle forhold til praktikanten Monica Lewinsky hvilket var en af grundene til at vicepræsident Al Gore i 2000 valgte ham som sin vicepræsidentkandidat. Joe Lieberman var den første jødiske vicepræsidentkandidat fra et af de to store partier. Efter valgnederlaget i 2000 kritiserede han Al Gores strategi for at være alt for venstreorienteret.
Lieberman forsøgte selv at blive opstillet til præsidentkandidat i 2004, men efter et par dårlige resultater i primærvalgene droppede han ud og støttede siden senator John Kerry fra Massachusetts. Han forlod politik i 2013.
Joe Liebermann døde som følge af komplikationer efter et fald.